# 폴론나루와구

폴론나루와 구

폴론나루와구(싱할라어: පොළොන්නරුව දිස්ත්‍රික්කය, 타밀어: பொலன்னறுவை மாவட்டம்)는 스리랑카를 구성하는 25개 구 가운데 하나로 행정 중심지는 폴론나루와이며 면적은 3,293km2, 인구는 403,335명(2012년 기준)이다. 행정 구역상으로는 중북부 주에 속한다.